# Kaveret

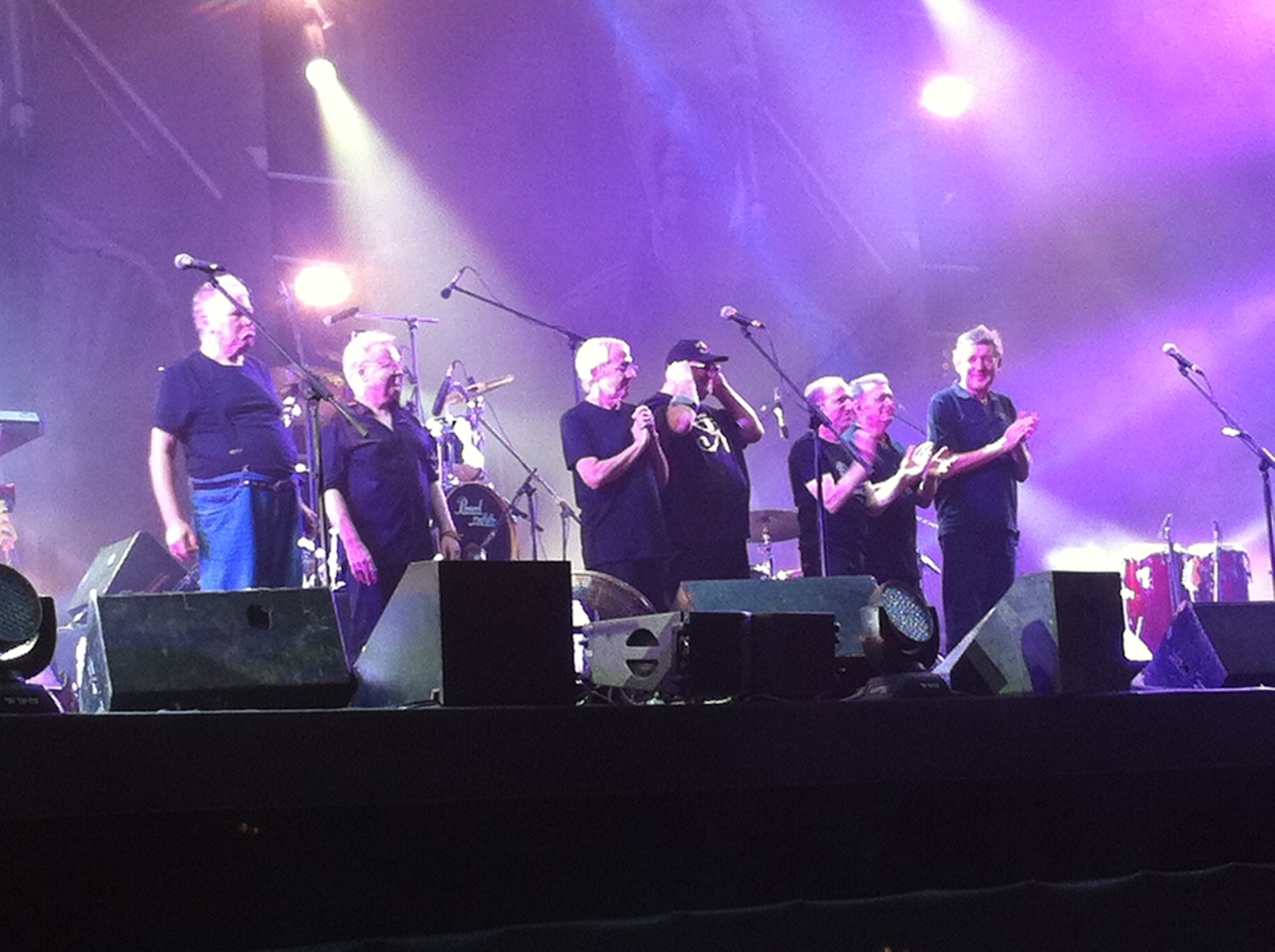
Kaveret tijdens het optreden in 2013

Kaveret (Hebreeuws כוורת voor bijenkorf) was een Israëlische band uit de jaren 1970, die bekend was humoristische liedjes en unieke stijl.
De groepsleden waren Gidi Gov, Alon Olearczyk, Danny Sanderson, Yonny Rechter, Efraim Shamir, Meir Fenigstein ("Poogy") en Yitzhak Klepter ("Churchill").
Kaveret werd in 1973 opgericht en ging in 1976 uiteen. Gidi Gov en Danny Sanderson richtten later nog soortgelijke bands op als Gazoz en Doda. 

## Poogy
De band vertegenwoordigde onder de naam Poogy Israël op het Eurovisiesongfestival 1974 met het lied Natati la chajai, Hebreeuws voor "ik heb haar mijn leven gegeven" (de Engelstalige versie was I looked her in the eye). Ze werden 7de. 
Om de zoveel jaar komt de groep nog eens samen voor een tournee, de voorlaatste keer was in 2000 toen er geld werd ingezameld voor medische verzorging die bandlid Klepter nodig had. Op 8 augustus 2013 werd nog een laatste optreden gegeven, dat vergelijkbaar was met Michael Jacksons This Is It. Klepter overleed op 8 december 2022 op 72-jariger leeftijd.
1973: Ilanit · 
1974: Poogy · 
1975: Shlomo Artzi · 
1976: Chocolad Menta Mastik · 
1977: Ilanit · 
1978: Izhar Cohen & The Alphabeta · 
1979: Gali Atari & Milk and Honey · 
1981: Hakol Over Habibi · 
1982: Avi Toledano · 
1983: Ofra Haza · 
1985: Izhar Cohen · 
1986: Moti Giladi & Sarai Tzuriel · 
1987: Lazy Bums · 
1988: Yardena Arazi · 
1989: Gili & Galit · 
1990: Rita · 
1991: Duo Datz · 
1992: Dafna Dekel · 
1993: The Shiru Group · 
1995: Liora · 
1998: Dana International · 
1999: Eden · 
2000: Ping Pong · 
2001: Tal Sondak · 
2002: Sarit Hadad · 
2003: Lior Narkis · 
2004: David D'Or · 
2005: Shiri Maimon · 
2006: Eddie Butler · 
2007: Teapacks · 
2008: Bo'az Ma'uda · 
2009: Noa & Mira Awad · 
2010: Harel Skaat · 
2011: Dana International · 
2012: Izabo · 
2013: Moran Mazor · 
2014: Mei Finegold · 
2015: Nadav Guedj · 
2016: Hovi Star · 
2017: Imri Ziv · 
2018: Netta Barzilai · 
2019: Kobi Marimi · 
2021: Eden Alene · 
2022: Michael Ben David · 
2023: Noa Kirel · 
2024: Eden Golan · 
2025: Yuval Raphael
- Library of Congress Control Number: no2004035324
- MusicBrainz: 6ac29708-9886-4cef-a81b-5d289f55645d
- Nationale Bibliotheek van Israël: 987007297320905171
- Virtual International Authority File: 135407756